# Ākhor Kolā
Ākhvor Kolā (persiska: Ākhvor Sar, آخور کلا, آخور سر) är en ort i Iran.   Den ligger i provinsen Mazandaran, i den norra delen av landet, 170 km nordost om huvudstaden Teheran. Ākhvor Kolā ligger 13 meter över havet och antalet invånare är 380.
Terrängen runt Ākhvor Kolā är huvudsakligen platt, men söderut är den kuperad. Runt Ākhvor Kolā är det ganska tätbefolkat, med 111 invånare per kvadratkilometer. Närmaste större samhälle är Sari, 4,1 km sydost om Ākhvor Kolā. Runt Ākhvor Kolā är det i huvudsak tätbebyggt.